# Hemigrammus bellottii
Hemigrammus bellottii (Steindachner, 1882) è un pesce d'acqua dolce, appartenente alla famiglia Characidae.

## Distribuzione e habitat
Questa specie è diffusa in Sudamerica, nei bacino idrografici dei fiumi Solimões, Rio Negro e Marowijne, dove abita le sorgenti.

## Descrizione
Presenta un corpo allungato, compresso ai fianchi, con profili dorsale e ventrale poco convessi. La pinna dorsale è alta e arretrata, l'anale allungata, la pinna caudale bilobata. La livrea è semplice: il corpo è grigio giallastro, semitrasparente, con una linea orizzontale giallo ocra orlata di bruno che corre dall'occhio al peduncolo caudale. La parte superiore dell'occhio è rosso vivo. La pinna dorsale è colorata leggermentew di chiaro e di giallo arancio, le altre pinne sono trasparenti. 

Raggiunge una lunghezza massima di 4 cm.

## Riproduzione
Come per gli altri Caracidi, la fecondazione è esterna: le uova sono deposte sul fondo.

## Alimentazione
Si nutre di insetti: formiche, effimere, tricotteri e chironomidi, che scova tra rocce e vegetazione o che cadono in acqua.

## Acquariofilia
H. bellottii è allevato in acquario, ma poco diffuso in commercio.